# The Tea Party
«The Tea Party» (с англ. — «чаепитие») — канадская рок-группа, играющая в стилях блюз и прогрессивный рок с индийским и ближневосточным влиянием в звучании, смесь которых СМИ прозвали «марокканский рок».
Ведя активную деятельность в течение 1990-х и первой половины 2000-х, группа выпустила 14 альбомов, продав 1.6 миллиона копий по всему миру, и достигла первой строчки в канадских чартах с синглом «Heaven Coming Down» в 1999 году.
«The Tea Party» совершила 21 тур по Канаде, 12 по Австралии, 9 по Европе и 8 по США.
Группа выступала поддержкой в турах таких коллективов, как: «Page and Plant», Оззи Осборн, «Nine Inch Nails», «New Order», «Ramones», Лу Рид, «Metallica», «Soundgarden», а также участвовала в концертах: «M-One Festival», «Alternative Nation», «SARS Relief Concert».
В ноябре 2002, группа совершила тур по Канаде с симфоническим оркестром, давший членам группы иное толкование ценности десятилетия совместного творчества.
Их совместная карьера временно прервалась в 2005 из-за творческих разногласий.
Спустя 6 лет, весной 2011-го группа объявила о воссоединении, и после тура по Канаде и Австралии издали концертный видео-альбом «Live From Australia: The Reformation Tour» в 2012-м.
С осени того же года группа находилась в работе над материалом для нового альбома, который увидел свет в сентябре 2014-го, под заголовком «The Ocean At The End».

## Ранние годы (1990—1995)
«The Tea Party» была образована в 1990 году Джеффом Мартином, Стюартом Чатвудом и Джеффом Берроузом, выпускниками «Sandwich Secondary School», после джем-сейшена в «Cherry Beach Rehearsal Studios» в Торонто.
Каждый участник ранее играл во многих различных группах в течение своего подросткового возраста.
Они решили назвать свою новую группу «The Tea Party» в честь позорных хеш-сейшенов известных поэтов поколения битников — Аллена Гинсберга, Джека Керуака и Уильяма Берроуза.
«The Tea Party» выпустила свой дебютный альбом в стиле инди-рок в июне 1991, распространяя его через свой независимый лейбл «Eternal Discs». Тираж составил 3500 экземпляров, и он был полностью раскуплен к концу года. Альбом был сделан под влиянием стилей психоделик и блюз, и был спродюсирован Мартином. Продюсирование было тем, что Мартин продолжил делать со всеми альбомами «The Tea Party», как способ дать группе полный артистический контроль.
В августе 1992, для заключения контракта с компанией грамзаписи, на лейбле «Capitol Records» было выпущено демо «The Capitol Demos».
В начале 1993 группа подписала контракт с EMI Music Canada и в июне того же года выпустила свой первый официальный альбом, «Splendor Solis».
Группа использовала открытый строй и кубковые ударные, чтобы имитировать индийское звучание.
В 1994 альбом вышел в Австралии, с сингла «Save Me» начинается карьера группы в этой стране. Группа получила поддержку национальной радиостанции «Triple J», позволившей первому туру группы, с «Save Me» стать главным пунктом их сет-листов.
В марте того же года, группа стала первым Канадским артистом, первым артистом EMI и, возможно, первым артистом в мире, выступившим на концерте, предназначенном только для онлайн трансляции в Интернете.
Также в 1994 «The Tea Party» выиграла 2 премии «Much Music Video «People’s Choice» Award» за видеоклип «The River».

## Успех (1995—2000)
Следующий релиз группы «The Edges of Twilight», частично вдохновлённый книгой о Кельтском Духе и Шаманизме за авторством Тома Кована, названной «Fire In The Head», был записан в марте 1995.
Альбом гармонично соединил в себе Северо-Африканскую, Ближневосточную и Индийскую экзотики с хард роковым звучанием и тёмной мистической лирикой.
Более тридцати различных экзотических и акустических инструментов было использовано при записи.
«Sister Awake», третий сингл с альбома, демонстрирует то, что группа намеревалась делать, комбинируя стандартные трёхчастные рок композиции с мировой музыкой.
«Sister Awake» это акустически основанное сведение 12-струнной гитары, ситара, сарода, гармоники и кубковых ударных.
«The Edges of Twilight» это наиболее коммерчески успешный альбом группы; с продажами, превышающими 270000 экземпляров, альбом стал дважды платиновым в Канаде и платиновым в Австралии.
В том же году группа совершила обширный тур по США, заработала 3 номинации на премию «Juno» и выиграла премию Much Music Video Award в номинации «Favourite Music Video» за видеоклип «The Bazaar».
После возвращения из успешных туров по Канаде, Европе и Австралии в марте 1996, «The Tea Party» записала акустический мини-альбом «Alhambra» (берущий своё название от Мавританского Исламского дворца в Гранаде/Андалузия/Испания), выступающий в качестве моста между «The Edges of Twilight» и последующими релизами группы. Альбом содержит 4 акустических версии песен с «The Edges Of Twilight», одну новую песню, под названием «Time» и ремикс композиции «Sister Awake». Альбом, также, содержал на диске дополнительную мультимедиа секцию, которую группа использовала в качестве объяснения, предложив фанатам исследовать подробности об экзотических инструментах, значения текстов песен, музыки и видеоклипов.
После релиза, группа отправилась в короткий тур для поддержки альбома по Канаде, под названием «Alhambra Acoustic and Eclectic». Английский фолк-музыкант Рой Харпер появился на «The Edges of Twilight», рассказывая поэму и на «Alhambra», обеспечив вокальную партию для песни «Time».
«Transmission», выпущенный в июне 1997, стал первым альбомом с применением электроники, звучанием, мало, чем отличающимся от «Nine Inch Nails», с использованием семплов богатого фонда мировой музыки. Обложку для диска, названную «The Earth We Inherit», нарисовал Чатвуд, он к слову, являлся арт директором всех работ группы. «Transmission» это коллекция агрессивных песен, написанных под влиянием событий, происходивших с группой в то время; увольнение их менеджера и чувство нехватки поддержки со стороны их компании грамзаписи. Воплощением чувств был первый сингл «Temptation» и одноимённая альбому песня, но группа вышла из этого кризиса более мудрым коллективом, с отражением этого, замеченным в их последующих альбомах.
В 1998 Мартин устроил и выступил на первом концерте акции «White Ribbon Campaign» (принимающей наибольшие усилия в мире по прекращению насилия мужчин против женщин). В марте группа выпустила ограниченный выпуск сингла «Release», пожертвовав всю прибыль от его продаж в пользу «White Ribbon Campaign».
«Triptych» последовал в июне 1999. «Набор из трёх артистических работ, объединённых воедино», так объясняется название альбома.
На самом же деле, это означало объединение стилей музыки, в которых были написаны три предыдущих альбома — «Splendor Solis», «The Edges Of Twilight» и «Transmission».
Первый сингл с нового релиза, «Heaven Coming Down», поднялся на строчку #1 на Канадском радио. Музыка группы обзавелась более оркестровым звучанием, берущим начало из блюзовой основы. Выпуск живого альбома «Live at the Enmore Theatre EP», в октябре 1999, выпущенного тиражом всего в 100 копий, был осуществлён через Австралийскую радиостанцию «Triple J», во время тура группы в поддержку «Triptych».

## Поздние года (2000—2005)
В июне 2000, во время тура по Германии, был выпущен «TRIPtych Special Tour Edition», который помимо оригинального диска содержал второй, включающий в себя восемь ранее не издававшихся песен.
В ноябре 2000, The Tea Party отметили десятилетие творческой деятельности, выпуском сборника синглов «Tangents: The Tea Party Collection». С этим релизом группа стала первым Канадским артистом, предложившим защищённое коммерческое цифровое скачивание своих песен.
Чатвуд выиграл премию «Juno Award» в номинации «Best Artwork» за этот альбом.
В феврале 2001 группа стала первым Канадским артистом, предложившим все свои видеоклипы со звуком 5.1 (сведением которого занимался лично Мартин), выпустив свой дебютный DVD, «Illuminations», получивший впоследствии платиновый статус в Канаде.
В октябре 2001 группа выпустила «The Interzone Mantras». Альбом был назван в честь книги «Interzone» за авторством Уильяма Берроуза и интереса группы к восточной мистике и тайнам философии. После всех предыдущих работ группа вернулась к своим истокам, песни основываются на смеси электроники и баллад «Triptych», под влиянием рока 70-х и мировой музыки. Лирически, альбом сделан под влиянием работ таких современных писателей, как Алистер Кроули, Михаил Булгаков и Вим Вендерс.
Сами стихи были сочинены Мартином, во время отпуска в Праге, после того как сама музыка уже была написана.
Альбом не повторил коммерческого успеха предыдущих релизов, при этом он стал самым успешным релизом группы в Австралии — строчка #6 в чартах ARIA.
В начале 2002 «The Tea Party» отправилась в тур по семи городам Канады, выступая в поддержке у Оззи Осборна, а затем отправилась в собственный тур по Канаде в апреле.
Летом группа приняла участие в фестивале «Big Day Out» в Австралии (Аделаида и Перт) вместе с «The Prodigy», «New Order», «Garbage», «The White Stripes», выступая перед более чем 40 000 фанатами каждую ночь.
В ноябре 2002, группа отправилась в тур по Канаде с симфоническим оркестром «Du Maurier», было проведено несколько уникальных концертов в Ванкувере, Калгари, Торонто, Монреале и Квебек Сити.
В начале 2003 «The Tea Party» появилась на «Discovery Channel», снявшись в фильме «Science of Rock And Roll Uncovered» (записанном в Ноябре 2002 в Театре «Capitole» в Квебек Сити во время тура с «Du Maurier»).
Весной 2003, во время выступления в Ванкувере, был записан двухдисковый концертный альбом «Live in Vancouver», инициатором создания которого выступил Берроуз.
После этого релиза Чатвуду поступило предложение от разработчика компьютерных игр «Ubisoft Montreal» о написании саундтрека к разрабатываемой в недрах студии новой игры знаменитого франчайза «Prince of Persia». Чатвуд с большим энтузиазмом принялся за предложенную работу, написав великолепную музыку, передавшую всю атмосферу «восточной сказки».
30 июля 2003 The Tea Party приняла участие в концерте «SARS Relief Concert», на котором присутствовало 490 000 человек. Это мировой рекорд по числу проданных билетов для концертов, длящихся меньше одного дня.
Хедлайнерами концерта выступали «The Rolling Stones», шоу было выпущено на «DVD Toronto Rocks».
В сентябре 2003 группа отправляется на Гавайи для работы с Бобом Роком и записи 3 треков для своего нового альбома.
В начале 2004 группа объединяется с продюсером Гэвином Брауном для записи «Seven Circles», последнего до распада альбома группы, выпущенного в августе 2004.
Альбом продолжает стиль двух предыдущих релизов, комбинируя рок элементы, электронику и влияние мировой музыки.
Альбом — также один из самых позитивных релизов группы в плане звучания. Оставив антиутопичные образы и атмосферную лирику прошлых альбомов, он содержит несколько баллад, написанных в стиле любовных песен. Это изменение одновременно привело и к похвале и к критике от поклонников.
Альбом посвящён памяти Стива Хоффмана, покойного менеджера группы, скончавшегося в октябре 2003 от рака лёгких. Композиция «Oceans» была написана в его честь, и одноимённым синглом, выпущенным в мае 2005, «The Tea Party» хотела привлечь больше внимания к фонду Стивена Хоффмана, созданного для изучения рака.
Seven Circles стал единственным релизом, на котором Мартин пел дуэтом с другим артистом, вокал Канадской певицы Холи МакНэрланд на композиции «Wishing you would Stay» выступает как противопоставление баритону Мартина.
Альбом достиг строчки #5 в чартах «Billboard's Top Canadian Albums» и получил золотой статус.
В октябре 2005 The Tea Party была расформирована из-за творческих разногласий Чатвуда и Берроуза с Мартином, резко объявившим о начале сольной карьеры.

## После распада (2006—2011)
В начале 2006 Берроуз и Чатвуд продолжили писать музыку вместе, в качестве группы «The Art Decay».
Стюарт Чатвуд в это время продолжал писать саундтреки к серии игр «Prince of Persia», а Берроуз присоединился к проекту «The Big Dirty Band», для записи саундтрека к экранизации популярного в Канаде сериала «Trailer Park Boys».
В октябре 2007 был выпущен концертный «DVD Live: Intimate & Interactive» с записями выступлений «The Tea Party» в 1998 и 2000. DVDA этого диска также был выпущен в качестве лайв-альбома.
Мартин же переехал в Ирландию и записал свой первый соло-альбом «Exile and the Kingdom», который был выпущен в Канаде и Австралии в апреле 2006. Он совершил несколько туров по Европе, Канаде и Австралии и выпустил 3 лайв альбома — «Live in Brisbane» в ноябре 2006, «Live in Dublin» в мае 2007 и «Live at the Corner Hotel» в феврале 2008. Также был выпущен концертный «DVD Live at the Enmore Theatre» в июле 2007, на котором Мартин выступал при поддержке коллектива «The Toronto Tabla Ensemble».
В августе 2008, Мартин объявил о создании своей новой группы «The Armada», выход одноимённого дебютного альбома которой состоялся в ноябре 2008.
В декабре 2008 вышла новая часть «Prince of Persia», музыку к которой, по старой традиции, писал Чатвуд.
В 2009-м Джефф Бэрроуз присоединился к супер-группе Crash Karma, и в 2010-м они издали дебютный одноимённый альбом.
В 2011-м Джефф Мартин переехал в Австралию и основал новый сольный проект — Jeff Martin 777, с Джеем Кортезом на басу (из предыдущего проекта Мартина The Armada) и Малкольмом Кларком на ударных. Дебютный альбом «The Ground Cries Out» вышел 1 марта в Канаде.

## Воссоединение (2011 — наши дни)
12 апреля 2011-го, на официальной странице группы на фэйсбуке была опубликована статья с биографией, заканчивающаяся строками о планах группы сыграть избранное число концертов в 2011-м. На следующий день, на местной радиостанции были оглашены участники фестиваля Sarnia Bayfest, среди которых были и The Tea Party, что было позже подтверждено ударником группы Джеффом Бэрроузом. Далее Бэрроуз заявил, что летний тур уже в разработке. Позже, в ходе австралийского тура Jeff Martin 777 в поддержку альбома «The Ground Cries Out», Джефф Мартин также объявил о воссоединении The Tea Party для нескольких летних концертов в Канаде в июле и августе.
6 августа 2011-го, во время концерта в Леви, группа намекнула, что они собираются воссоединиться насовсем.
Мартин сказал: «Мы — The Tea Party, и мы здесь чтобы остаться. И мы больше никогда не уйдём.»
В декабре того же года, во время концерта в «Метрополисе» в Монреале, группа объявила, что надеется записать новый альбом в 2012-м, и что более не будет никаких распадов. Мартин подтвердил ранее сказанное, заявив, что «The Tea Party вернулись навсегда».
В 2012-м, во время Reformation-тура, на одном из концертов в Австралии, группа записала лайв-альбом «Live From Australia», включавший в себя полюбившиеся песни прошлых лет, и при поддержке фанатов со всего мира (в виде крауд-фандинговой кампании) издали его 15 сентября через сайт PledgeMusic. Коммерческий релиз состоялся 23 ноября 2012-го в Австралии и 27 ноября в остальном мире, и доступен в качестве аудиоальбома на CD и виниле, а также в видео-альбома на DVD и BluRay.
22 февраля 2013-го The Tea Party объявили на своём сайте, что «группа собралась в Австралии, чтобы написать и записать следующую главу в саге The Tea Party. Следите за новостями.»
19 марта 2014-го The Tea Party объявили через страницу на фэйсбуке, что название их грядущего альбома будет «The Ocean At The End», и релиз назначен на лето-осень этого года.
«The Ocean At The End» официально издан 8 сентября в Канаде. Это первый студийный альбом группы за последние 10 лет.

## Участники
- Джефф Мартин — вокал, гитара, ситар, сарод, ауд, банджо, мандолин, думбек.
- Стюарт Чатвуд — бас-гитара, гитара, клавишные, гармоника, мандолин, тамбура, виолончель, лэп-стил-гитара, басовые педали.
- Джефф Берроуз — барабаны, перкуссия, джемб, кубковые ударные, табла.

## Дискография
Демо
- «The Tea Party» [1991]
- «The Capitol Demos» [1992]

Студийные альбомы
- «Splendor Solis» [1993]
- «The Edges of Twilight» [1995]
- «Alhambra» [EP] [1996]
- «Transmission» [1997]
- «TRIPtych» [1999]
- «The Interzone Mantras» [2001]
- «Seven Circles» [2004]
- «The Ocean At The End» [2014]

Компиляции
- «Tangents: The Tea Party Collection» [2000]

Концертные альбомы
- «Live at the Enmore Theatre» [EP] [1999]
- «TRIPtych Special Tour Edition» [2000]
- «Intimate & Interactive» [2007]
- «Live From Australia: The Reformation Tour» [2012]

## Видеография
Музыкальные клипы
- «Let Me Show You the Door» (1991)
- «The River» (1993)
- «Save Me» (1993)
- «A Certain Slant of Light» (1994)
- «Shadows on the Mountainside» (1995)
- «Fire in the Head» (1995)
- «The Bazaar» (1995)
- «Sister Awake» (1996)
- «Temptation» (1997)
- «Babylon» (1997)
- «Release» (1998)
- «Psychopomp» (1998)
- «Heaven Coming Down» (1999)
- «The Messenger» (1999)
- «Walking Wounded» (2000)
- «Lullaby» (2001)
- «Angels» (2001)
- «Writings on the Wall» (2004)
- «Stargazer» (2004)
- «Oceans» (2005)

DVD
- «Illuminations» (2001)
- «Live: Intimate & Interactive» (2007)
- «Live From Australia: The Reformation Tour» (2012)